# 塗樓
塗樓，是臺灣嘉義縣民雄鄉的一個傳統地域名稱，位於該鄉南部中央地帶。相較於今日行政區，其範圍包括北斗村南部西側凸出部分的北部及西部邊界地帶中央一小段、福樂村、雙福村南部。

## 歷史
台灣日治初期，塗樓地區為一街庄（舊制街庄），稱為「塗樓庄」，隸屬於打貓東下堡。該庄北邊西段與鴨母坔庄為鄰，北邊東段、東邊及南邊東段與北勢仔庄為鄰，南邊西段為後湖庄，西邊為頭橋庄、江厝店庄。
1901年（日治明治三十四年）11月11日，全台設置二十廳，該庄隸屬於嘉義廳。1904年（明治三十七年）2月15日，該庄編入「牛斗山區」，隸屬於嘉義廳。1909年（明治四十二年）10月25日，全台整併二十廳為十二廳，該庄仍隸屬於嘉義廳。1910年（明治四十三年）1月18日，各區管轄區域調整，該庄改隸屬於嘉義廳的「大崎腳區」。
1920年（大正九年）10月1日，全台廢十二廳改設五州二廳，該庄改制為「塗樓」大字，隸屬於臺南州嘉義郡民雄庄（新制街庄）。
戰後民雄庄改制為民雄鄉，隸屬於臺南縣，大字亦改制為村。1950年（民國39年）10月，雲、嘉、南分治，民雄鄉改隸屬於嘉義縣。

## 聚落
本地區發展較早的聚落有塗樓、埤角等，在日治期初期的官方地圖上已有記載。

## 交通
省道台1線又稱「縱貫公路」，是臺北至楓港的傳統平面幹道，經過本地區西部邊界地帶。由該道路北行可前往民雄鄉民雄市區、溪口鄉東端、大林鎮、雲林縣大埤鄉/斗南鎮交界、斗南鎮等地，南行可前往嘉義市、水上鄉、臺南市後壁區、新營區等地。
縣道166號是東石至瑞里的道路，經過本地區埤角聚落。由該道路（大方向）西行可前往新港鄉、六腳鄉、東石鄉，並止於縣道168號轉角路口；東行可前往竹崎鄉、梅山鄉的瑞里，並止於縣道162甲線路口。
鄉道嘉80線是鴨母坔至頭橋的道路。

## 產業
- 民雄工業區（部分）
- 嘉義酒廠